# Etichon II de Nordgau
Etichon II de Nordgau (685-722) fut le 2e comte de Nordgau.

## Ascendance
Il est le fils du comte Etichon Ier et de 	
Béreswinde d’Austrasie.

## Descendance
Il est le père d'Albéric Ier de Nordgau qui lui succédera à sa mort, en 722.

## Généalogie
- Etichon-Adalric d'Alsace
  - Adalbert d'Alsace
    - Luitfrid Ier d'Alsace
      - Rhutard de Nordgau

  - Etichon II de Nordgau
    - Albéric Ier de Nordgau
      - Eberhard Ier de Nordgau
        - Albéric II de Nordgau
          - Eberhard II de Nordgau
            - Eberhard III de Nordgau
              - Hugues Ier de Nordgau
                - Eberhard IV de Nordgau
                  - Hugues II de Nordgau
                  - Eberhard V de Nordgau
                    - Hugues IV de Nordgau
                      - Hugues VI de Nordgau
                        - Henri Ier de Dabo
                          - Hugues VII de Dabo
                          - Albert Ier de Dabo
                            - Henri-Hugues VIII de Dabo
                              - Hugues II de Metz
                                - Albert II de Dabo-Moha

## Sources
- « ALSACE », sur fmg.ac (consulté le 29 septembre 2022).